# Spaspórub
Spaspórub (en rus: Спаспоруб) és un poble de la República de Komi, a Rússia, segons el cens del 2010 tenia 605 habitants.